# 弗兰策·普列舍仁
弗蘭策·普列舍仁（1800年12月3日—1849年2月8日）是一位斯洛文尼亞詩人。他的诗歌热烈真挚，感情强烈但绝不是单纯的多愁善感，使他成为斯洛文尼亚浪漫主义流派的代表人物。
弗兰策·普列舍仁被认为是斯洛文尼亚诗歌界的领头人，他不仅在国内或部分地区受到赞誉，并且在欧洲文学发展史上占有一席之地。普列舍仁是欧洲最优秀的浪漫主义诗人之一。
弗兰策·普列舍仁出生于斯洛文尼亚弗巴村的一个农民家庭。他的母亲希望他成为一名牧师，但他却从未加入神职。他在维也纳上的大学，先后学习哲学和法律。获得法学博士学位后，他在卢布尔雅那的一家律师事务所谋到一个助理的职位，但始终没有成为独立的律师。
他用业余时间写诗。他在尤莉亚·普利米奇那里遭遇的爱情挫折，以及他的好友，诗人马蒂亚·卓卜的去世，直接促成他创作了最著名的作品《十四行诗集》（Sonetni Venec），自然，这部作品中的许多诗句都充满了甜蜜与苦涩交织的激情。《十四行诗集》以一种特别的形式写成，即上一首诗的最后一句为下一首诗的第一句，全集十四首诗由此缠结成一个感情的“诗环”，每一首诗都不能独立于另一首存在。十四首诗各自的第一句组成一首新的十四行诗，这十四句每句的第一个字母组成两个词，意为“致尤莉亚·普利米奇”。普列舍仁的诗《祝酒辞》（Zdravljica）中的第七节自1991年来被采用为斯洛文尼亚的国歌。他的诗作被译成多种文字，他还用德语写了很多作品。他的一些诗作首次在报上发表时被同时印成斯洛文尼亚语和德语，足见其诗歌天赋。
1849年2月8日，弗兰策·普列舍仁死于斯洛文尼亚克拉尼。2月8日现在被称为“普列舍仁日”，是斯洛文尼亚的国家文化节日。斯洛文尼亚的1000托拉尔纸币上印有普列舍仁的像。卢布尔雅那的普列舍仁广场上有一座诗人的塑像，他久久地凝视着广场另一端高悬墙上的尤莉亚的浮雕。
在一些较老的文献裡，特别是斯洛文尼亚为奥地利所统治时期，引用的是他德语化的名字。